# Sîtîhiv, Jovkva
Sîtîhiv (în ucraineană Ситихів) este un sat în orașul raional Dubleanî din raionul Jovkva, regiunea Liov, Ucraina.

## Demografie
Componența lingvistică a localității Sîtîhiv
     Ucraineană (99,71%)
     Alte limbi (0,29%)
Conform recensământului din 2001, majoritatea populației localității Sîtîhiv era vorbitoare de ucraineană (99,71%), existând în minoritate și vorbitori de alte limbi.